# Slidnate
Slidnate (Stuckenia vaginata) är en nateväxtart som först beskrevs av Porphir Kiril Nicolai Stepanowitsch Turczaninow, och fick sitt nu gällande namn av Josef Holub. Enligt Catalogue of Life och Dyntaxa ingår slidnate i släktet snärpnatar och familjen nateväxter. Artens livsmiljö är sjöar och vattendrag, brackvattenmiljöer. Inga underarter finns listade.